# Aeolacris caternaultii
Aeolacris caternaultii är en insektsart som först beskrevs av Joachim Francois Philiberto de Feisthamel 1837.  Aeolacris caternaultii ingår i släktet Aeolacris och familjen Romaleidae. Inga underarter finns listade i Catalogue of Life.

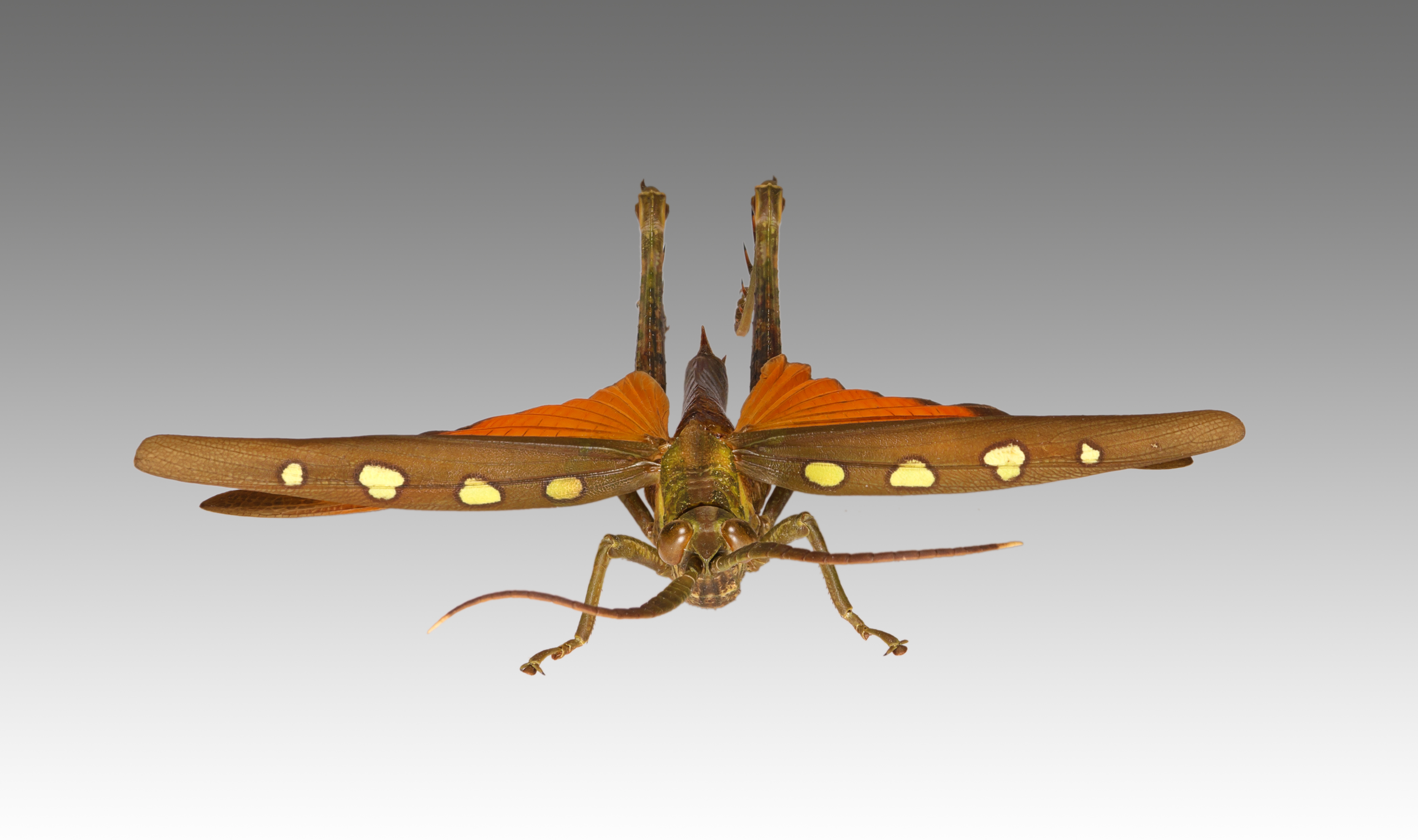